# Ivonne Lescaut
Ivonne Lescaut fue una actriz argentina de cine y teatro.

## Carrera
Lescaut fue una joven actriz que descolló su talento y belleza singular en la pantalla grande durante la época de oro del cine argentino, más precisamente durante la década de 1940.
Se inició su carrera en 1945 con dos películas dirigidas por Carlos Hugo Christensen: Las seis suegras de Barba Azul, con un relevante papel junto a Pepe Arias y Guillermo Battaglia; y El canto del cisne con Mecha Ortiz, Roberto Escalada, Nelly Darén y Susana Freyre.
Paralelamente a su carrera en cine, actuó en teatro de la mano de grandes directores como Fernando Cortés y Arsenio Perdiguero Díaz.
En la década de 1950 se aleja del medio artístico.

## Filmografía
- 1948: La locura de don Juan.
- 1948: Los pulpos.
- 1947: Treinta segundos de amor.
- 1946: Adán y la serpiente.
- 1945: Las seis suegras de Barba Azul.
- 1945: El canto del cisne.[1]

## Teatro
- 1949: Mujeres pasionales
- 1949: Curvas peligrosas.
- 1948: La duquesa faltó a la cita.
- 1948: El mayordomo de la Pompadour.[2]